# Erstarrte Liebe
Erstarrte Liebe ist ein deutsches Stummfilmmelodram aus dem Jahre 1914 von Carl Froelich mit Erna Morena in der Hauptrolle.

## Handlung
Die Geschichte handelt von der alten Konstellation „Eine Frau zwischen zwei Männern“. Erna Morena spielte jene Komtess Else von Felsenheim, die aus purem Trotz – ihr vorgesehener Bräutigam war ihr untreu geworden – einen Mann namens Rolf von der Mühlen heiratet, mit dem sie zwar Luxus, Wohlstand und gesellschaftliches Ansehen genießt, den sie jedoch nicht liebt. Dabei war die Abmachung bei der Eheschließung ganz klar: “Sie heiraten mich, versprechen mir aber ehrenwörtlich, dass ich Ihnen eine Fremde bleibe”. Dies fällt ihrem Gatten schon deshalb schwer, weil er seine Ehefrau wirklich aus ganzem Herzen liebt und ganz en passant ihre ordentlich Mitgift ihn saniert hat. Und sie weiß wiederum, dass ihr Mann dieses schriftliche Versprechen niemals einhalten kann, will aber all die Annehmlichkeiten einer angesehenen Frau an seiner Seite voll auskosten. 
Und so kommt eines Tages ihr früherer Liebhaber ins Spiel, der sie langsam wieder um den Finger zu wickeln beginnt. Doch Else hat gelernt und diese Liebe ist erloschen. All sein Begehren und Flehen und selbst seine Drohung, ihren Ruf nachhaltig zu schädigen, kann nichts daran ändern. Else wird klar, dass sie mit dem Ehemann, den sie bislang nie liebte, durchaus einen guten Griff getan hat, und sie beginnt seine unabdingbare Liebe zu ihr zu würdigen und kehrt zu ihm zurück. Als er offensichtlich sich selbst zu richten beabsichtigt, ist es ihre zu ihm erwachende Liebe, die beider bislang nur auf dem Papier existente Ehe rettet.

## Produktionsnotizen
Erstarrte Liebe entstand in den Wintermonaten Anfang 1914 in den Alpen und im Messter-Film-Studio in Berlins Blücherstraße 32. Die Filmzensur erfolgte im Juni 1914, die Weltpremiere im November 1914 in Wien. Die deutsche Erstaufführung fand am 29. Januar 1915 in Berlin statt. Der Dreiakter besaß eine Länge von rund 1040 Metern.

## Kritiken
Die Kinematographische Rundschau befand über Erna Morena: „In dieser Künstlerin scheint noch mehr zu stecken. Sie fesselt ungemeint und ist auch elegant. Und die Gestalt, die sie spielt, wird glaubhaft. Man traut ihr die Energie zu, daß sie den treulosen Bräutigam straft, daß sie einen wildfremden, vor dem wirtschaftlichen und moralischen Zusammenbruch stehenden jungen Mann auf die überraschendste Art der Welt heiratet. (…) Aber auch die Inszenierung ist voll und ganz am Platze. Mit einem gesucht künstlerischen Blicke wurden für das Thema Winterlandschaften aus den Schweizer Bergen gewählt, die in wundervollen Szenerien dem Filmbilde das herrlichste Relief geben.“
In der Villacher Zeitung wiederum hieß es: „Erstklassige Kinomimiker bringen hier eine Handlung zur Aufführung, die von feinem seelischen Empfinden zeigt, dabei jedoch in keiner Weise ermüdend wirkt, sondern durch eine lebenstreue Darstellung, großartige Inszenierung und passende Umrahmung die volle Aufmerksamkeit der Besucher in Anspruch nimmt.“